# 新疆生产建设兵团第二师三十一团
新疆生产建设兵团第二师三十一团是中华人民共和国新疆生产建设兵团第二师下辖的一个团，与新疆维吾尔自治区铁门关市罗杨镇实行“团镇合一”的管理体制。

## 行政区划
新疆生产建设兵团第二师三十一团下辖以下单位：
团部、一连、二连、三连、四连、五连、六连、七连、八连、九连、十连、十一连和十二连。